# Летосчисление и календари Средиземья
В ходе работы над произведениями, посвящёнными Средиземью, Дж. Р. Р. Толкином было разработано несколько календарей и систем летосчисления, которыми пользовались вымышленные им народы.

## Летосчисление эльдар
В календаре эльдар основной единицей летосчисления был йен, который равнялся 144 солнечным годам. Число лет кратно двенадцати, поскольку у эльфов была принята двенадцатеричная система счисления. Сутки (рэ) начинались на закате. В йене насчитывалось 52 596 рэ. Кроме того, выделялась обрядовая шестидневная неделя энквиэ, в йене насчитывалось 8 766 энквиэ.
Вернувшись в Средиземье из Амана, эльдар ввели в календарь солнечный год (коранар, лоа).

## Календарь Нуменора и летосчисление королей и наместников
В основе летосчисления Нуменора лежал слегка видоизменённый календарь эльдар. У нуменорцев солнечный год (лоа) делился на более короткие, чем у эльфов, промежутки. Началом года нуменорцы считали середину зимы, как то было заведено у их предков, эдайн. В нуменорской неделе было семь дней, сутки начинались с восходом солнца на восточном побережье Нуменора. Нуменорский календарь был принят в Гондоре и Арноре и был известен как летосчисление королей.
В нуменорском календаре существовал так называемый Недостаток, который возникал из-за того, что последний год столетия был короче остальных на один день. Этот Недостаток исправлялся лишь в последнем году тысячелетия. Восполнение Недостатка осуществлялось в 1000, 2000 и 3000 годах Второй эпохи. Поскольку 3442 год Второй эпохи стал одновременно 1 годом Третьей эпохи, возникла путаница, и Недостаток исправлялся не в 4000 году Второй эпохи, а в 4441 году (1000 год Третьей эпохи), не в 5000, а в 5441 году (2000 год Третьей эпохи), то есть исправлялся тысячелетний Недостаток, хотя на самом деле он был уже полуторатысячелетним. Чтобы устранить путаницу гондорский наместник Мардил прибавил к 2059 году Третьей эпохи (5550 год Второй эпохи) два недостающих дня. Однако этого было недостаточно, чтобы устранить Недостаток полностью, и в 2360 году Третьей эпохи наместник Хадор добавил к календарю ещё один день. Этот календарь получил название летосчисления Наместников и был принят повсеместно в Средиземье, кроме Шира. Также следует отметить, что когда в Средиземье началась Четвёртая эпоха, хоббиты не признали её и продолжали вести собственное летосчисление, 1 годом которого являлся 1601 год Третьей эпохи, когда хоббиты, бывшие до того кочевым народом, с позволения северной короны основали первые постоянные поселения в западном Эриадоре на месте будущего Шира.

## Летосчисление Шира
Летосчисление Шира использовалось только в Шире. Отсчёт лет ведётся от основания Шира в 1601 году Третьей Эпохи; для того, чтобы привести дату на ширском летосчислении в соответствие с хронологией Запада, следует к ширской дате прибавить 1600 для Третьей Эпохи, или вычесть из неё 1421 — для Четвёртой. После окончания Третьей Эпохи, летосчисление Шира, в отличие от Западного, осталось прежним.
Летописи Шира составлялись только на основе хоббитского летосчисления.